# Philydor novaesi
El ticotico de Alagoas (Philydor novaesi), también denominado ticotico de Novaes, es una especie extinta de ave paseriforme de la familia Furnariidae, perteneciente al género Philydor. Era endémico del noreste de Brasil y fue considerado extinto en 2019.

## Distribución y hábitat
Esta especie fue descubierta por primera vez en 1979 en Murici, en el estado brasileño de Alagoas, aunque ha habido pocos avistamientos en esa zona desde entonces. En 2003 se descubrió en la Reserva Privada Frei Caneca, en Pernambuco y también en la Reserva Pedra d'Anta, en el mismo estado.
Esta especie era muy rara y local en su hábitat natural, los bosques de montaña del interior, en rangos altitudinales de entre 400 y 550 m.

## Descripción
El ticotico de Alagoas media unos 18 cm de longitud y su plumaje era pardo-rojizo. Ambos sexos eran similares. Se le ha encontrado solo, en parejas o en pequeños grupos. Con frecuencia formaban bandadas mixtas con otras especies, incluyendo al trepatroncos.

## Sistemática

### Descripción original
La especie P. novaesi fue descrita por primera vez por los ornitólogos brasileños Dante Luiz Martins Teixeira y Luiz Pedreira Gonzaga en 1983 bajo el mismo nombre científico; su localidad tipo era: «Serra Branca, c. 9°15’ S, 35°50’ W, c. 550 m, Municipio de Murici, Alagoas, Brasil.»

### Etimología
El nombre genérico neutro «Philydor» se compone de las palabras del griego « φιλος philos»: que ama, y «ὑδωρ hudōr, ὑδατος hudatos»: agua; significando «que ama el agua». y el nombre de la especie «novaesi», conmemora al ornitólogo brasileño Fernando da Costa Novaes (1927-2004).

### Taxonomía
Aparentemente era más próxima a Philydor atricapillus. Fue monotípica.

## Causas de su extinción
El ticotico de Alagoas, debido a su rareza, había sido clasificado como en peligro crítico de extinción por la Unión Internacional para la Conservación de la Naturaleza (IUCN). Sin embargo, algunos especialistas lo consideraban probablemente extinto, ya que no se habían registrado nuevos avistamientos desde 2011.
La principal amenaza para su existencia era la destrucción de su hábitat, ya que la desaparición de la Mata atlántica en Alagoas y Pernambuco dejaría muy pocos sitios a los que las poblaciones de esta especie pudieran emigrar.
Debido a que había sido observada por última vez en la naturaleza en 2011 y dado que la última observación era relativamente reciente, existía una posibilidad mínima de que permaneciera una pequeña población. Sin embargo, considerando el aumento considerable de observadores en la región y las infructuosas búsquedas realizadas, y dada la extremada fragmentación y degradación de su hábitat, en 2019 finalmente se le declaró a la especie como extinta.